# 中国—喀麦隆关系
中國—喀麦隆关系，是指歷史上的中國和喀麦隆、以至現在中華人民共和國與喀麥隆共和國之間的雙邊關係。

## 歷史
喀麦隆在1952年只有3個华人，當中有一名名為孙造方的医生：孙造方在喀麦隆的医院工作，常为平民治病，受到當地人歡迎，更曾是喀麦隆唯一的法医:224。
第二次世界大战后，英、法兩國分別管治喀麦隆的兩部分，法國管治的區域其後独立為「喀麦隆共和国」，英國的托管区則在1961年2月举行公投，決定是否独立。1961年9月，北京有民眾集会，對喀麥隆人民聯盟表示支持，又聲援喀麦隆與帝国主义斗争，取得完全獨立:350；而當時已退到台灣的中華民國亦曾有官員以聯合國人員的身份，受邀來到喀麥隆。喀麦隆完全獨立、統一後，中華民國派團到當地參與獨立慶典，又到訪多個城市，希望與喀麥隆建立邦交。1960年2月，喀麥隆和中華民國建交:37。
及後，喀麦隆希望平定受中国共产党資助、與政府對抗的喀麥隆人民聯盟，遂同意中華人民共和國派代表團訪問當地，又在一些與中華民國有關的重要聯合國議案中投棄權票；於是，中華民國在1967年中旬與喀麦隆簽訂協議，增加與該國的農業合作，喀麥隆便改為在投票中支持中華民國的立場:326。
1971年3月，中华人民共和国和喀麦隆建立外交關係，喀麦隆在建交公报中认同唯獨中华人民共和国政府能合法代表全體中国人民，但沒有對台灣問題作出評論；中華民國宣佈與喀麦隆斷絕外交關係，並撤回在當地的農耕隊。
2014年10月，恐怖組織博科圣地在喀麦隆近尼日利亚边界的地区绑架人质（包括在當地工作的中國人），10名中国工人後來获释。2015年，喀麦隆在一次行動中殺死博科圣地的一些成員，又毀滅該組織的部分武備；據報導，一辆中华人民共和国製造的战车参与了是次行動。
2024年9月4日，两国建立全面战略伙伴关系。

## 經貿關係
- 中國大陸出口到喀麦隆的商品（2012年）[14]
- 喀麦隆出口到中國大陸的商品（2012年）[15]

中國大陸輸出到喀麦隆的貨物包括有化工、機械等多種產品，在2012年出口了7.41億美元到當地；喀麦隆出口來華的貨物主要為原油、木材和棉，在同年輸出了7.31億美元到中國大陸。
喀麥隆有很多基礎建設項目由中國企業承辦。2014年，中国企業华为先後在喀麦隆最大城市杜阿拉和首都雅温得開設手机专卖店，功能手機和智能手机均有出售，顧客消費後也可享受售后服务；有關負責人指，华为有意成為喀麦隆智能手机市场最大的品牌。

## 文化關係
截至2015年5月，喀麦隆共設有3所孔子學院，這些學院向當地人提供漢語教育，也有提供中華文化課程。由於當地青年認為懂漢語能協助就業，孔子學院在喀麥隆頗受歡迎：根據孔子學院提供的數據，學院每年有近1,000名新生註冊入讀，喀麥隆則有逾30,000人曾接受漢語教育。
中华人民共和国文化部曾派编舞協助喀麦隆重建其国家舞团，舞团最終能在國內外進行多場演出，被一些報導認為喀麦隆文化的复苏；2008年，喀麦隆国家舞团應中华人民共和国文化部的邀请，在2008年夏季奧林匹克運動會的文艺演出上表演。

## 醫療援助
中華人民共和國自1975年起派医疗队到喀麦隆，队员由山西省當局选派；医疗队不單在當地医院服務，也會到村莊裡為民眾看病和检查身体，提供针灸等醫療服務，並向民眾送贈药物。2009年，中華人民共和國為喀麦隆援建了一座疟疾防治中心，捐贈相關的医疗器械和药物，又派专家到當地交流。

## 外部連結
- 中華人民共和國駐喀麦隆共和國大使館官方網站（简体中文）（法文）
  - 中華人民共和國駐喀麦隆共和國大使館經濟商務處官方網站（简体中文）
- 中华人民共和国驻杜阿拉领事馆官方网站（简体中文）（法文）
- 喀麦隆駐華大使館官方網站（简体中文）（英文）（法文）
- 喀麦隆駐香港領事館官方網站（英文）